# U-99号潜艇 (1940年)
U-99号（德語：U 99）是纳粹德国战争海军建造的二十四艘VII-B型潜艇（或称U艇）之一。它由基尔的日耳曼尼亚船厂承建，于1940年3月12日下水，至同年4月18日交付使用。第二次世界大战期间，该艇曾执行过八次巡逻作战，共击沉38艘、击伤5艘和俘获1艘同盟国或中立国舰船，累积总吨位达284,759吨，为二战王牌U艇之一。1941年3月17日，U-99号在冰岛东南方向的北大西洋遭英国驱逐舰步行者号以深水炸弹严重损毁后自沉，造成艇内官兵3人阵亡、40人幸存并被俘。

## 设计
由于原有VII-A型潜艇的燃料容量有限而导致航程不足，战争海军于1936年又设计建造了24艘VII-B型潜艇作为改进版。为了提高操纵性和转向性能，他们在两副螺旋桨后部设计了两片舵，并增大舵面面积。VII-B型艇的内部空间更大，因此可在外部鞍状水舱内多装载33吨燃油。这种燃料舱是“自动加注”的——当柴油不断被消耗时，海水也不断进入该水舱以补偿浮力。艇艏和艇艉还设有纵倾平衡水舱，通过调整两端水量来防止潜艇在水下可能产生的纵倾和横摇。作为VII-B型艇，U-99号的全长增加了两米，达到66.50米，舷宽6.20米、高9.5米，并有4.74米的吃水深度，水上和水下排水量分别为753吨和857吨。该艇采用双轴设计，具有两副直径为1.23米的三叶螺旋桨。动力由两台日耳曼尼亚生产的F46型六缸四冲程1,400匹公制馬力（1,000千瓦特）涡轮增压柴油机用于水面运行，以及两台布朗-博韦里提供的GG UB 720/8型375匹公制馬力（280千瓦特）双作用电动发电机用于水下航行；水面最高航速17.9節（33.2每小時），水下8節（15每小時）；能够在水面以10節（19每小時）航速续航8,700海里（16,100），或以4節（7.4每小時）连续在水下航行90海里（170）而无需充电。
武器装备方面，U-99号装备有五具内置式鱼雷发射管——艇艏四具、艇艉一具。相较于VII-A型艇，其艇艉的鱼雷发射管设计在耐压壳体内部、两片舵之间，鱼雷可以由此向外发射。在轮机舱甲板下方还配备了用于艇艉的鱼雷装填系统，耐压壳体与甲板室之间一前一后还设计有外置鱼雷贮存装置，因此U-99号的鱼雷储备和发射能力也得以提升，可携带14枚G7型鱼雷或最多26枚TMA型水雷（TMB型则为39枚）。此外，该艇还搭载有一门配备220发弹药的88毫米35式速射炮以及一门配备1,195发弹药20毫米30式高射炮作为甲板炮。其标准船员编制为4名军官及40－56名水兵。

## 历史
1937年12月15日，海军造舰局根据《英德海军协定》的要求，再度将四艘VII-B型潜艇（U-99至U-102号）的建造合同发包予基尔的日耳曼尼亚船厂。其中U-99号于1939年3月31日开始铺设龙骨，建造序列为593。经过近一年的建造，它于1940年3月12日下水，至同年4月18日在曾担任U-35和U-23号艇长的海军上尉奧托·克雷奇默的指挥下交付使用。完成海试后，该艇加入驻基尔的第7潜艇区舰队，先是在波罗的海进行战备训练，然后于1940年7月作为前线艇移驻德占法国的圣纳泽尔，直到1941年3月17日沉没。与当时大多数德国U艇一样，U-99号在瞭望塔上漆有专属的艇徽：一个向下开口的马蹄铁。
U-99号是第二次世界大战中最为成功的U艇之一，在八次作战巡逻期间，它共击沉38艘、击伤5艘和俘获1艘同盟国或中立国舰船，累积总吨数高达284,759吨。

### 第一次巡逻
U-99号的全部八次巡逻都是在其唯一一任艇长、海军上尉克雷奇默的指挥下进行的。他于1940年6月18日17:30首次率艇从基尔出发，开启自己的王牌艇长之路。穿过威廉皇帝运河并在布伦斯比特尔担任护航后，该艇前往北海的卡特加特和斯卡格拉克海峡游弋。期间由于一名船员告病，U-99号便调整航向前往卑尔根，以便让他在那里上岸。6月22日，该艇将患病的船员进一步转移到挪威博内斯坦根（Børnestangen）附近。但在途中，身处同一航道的德国战列舰沙恩霍斯特号的一架舰载Ar-196侦察机将U-99号误认为是英国潜艇并发动攻击，造成了损伤，迫使克雷奇默终止巡逻返回德国。由于大雾和盟军对港口的空袭，它直到6月25日05:25才抵达威廉港。在这次为期七天、水面750海里（1,390）、水下130海里（240）的航行期间，没有任何舰船被击沉或击伤。

### 第二次巡逻
仅仅两天后，U-99号便于6月27日08:30离开威廉港执行第二次巡逻，前往爱尔兰南部和西南部的北大西洋以及比斯开湾游弋。6月29日，一架德国飞机曾在北海上空向该艇误投下3枚炸弹，迫使其紧急下潜，结果撞到海底，造成轻微损伤，但在进行损管后得以继续巡逻。克雷奇默于7月5日12:51迎来执掌U-99号之后的首记战功，当时已从HX-52号护航队掉队的加拿大货船玛各号（Magog）被U-99号射出的一枚提前引爆的艉部鱼雷击中。二十分钟后，潜艇浮出水面并开始炮击，直到对方船长和22名船员在法斯耐特西南偏西约58海里（107）处登上救生艇上弃船。13:52，克雷奇默再射出一枚鱼雷击中玛各号船舯后部，将船体一分为二。船艉迅速沉没，而船艏即便于15:05时遭潜艇用甲板炮发射三枚炮弹后，仍然可依靠搭载的木材维持漂浮，延至7月8日才沉没。幸存者接受了德国人的问讯，随后被瑞典商船救起，至科夫上岸。
7月7日00:53，无护航的英国货船海上荣耀号（Sea Glory）在左舷舰桥前部被U-99号发射的两鱼雷中的一枚击中，两分钟后便连同全体船员在法斯耐特西南偏南约110海里（200）处沉没。克雷奇默本无意在这次攻击中发射两枚鱼雷，第二枚鱼雷管仅是作为“致命一击”戒备，却被错误地发射了。14:14，U-99号试图用炮火阻止英国武装检查船马尼斯蒂号，此前克雷奇默已于14:01发射了一枚鱼雷，但偏出。双方在炮斗中未能击中任何目标，但当一枚炮弹落在潜艇100至200（110至220碼）的范围内时，德国人中断了进攻。当晚23:12，另一艘无护航的瑞典货船比森号（Bissen）又在克利尔岛西南偏南约80海里（150）处被U-99号发射的一枚鱼雷击中船舯部。爆炸将部分甲板货物抛到船上各处，将一艘木筏炸出船外，导致比森号从船艏迅速下沉。一天后，HX-53号护航队阵中的英国货轮亨伯湾号（Humber Arm）于07:53也被克雷奇默射出的一枚鱼雷击中，在法斯耐特以南约60海里（110）处沉没。遭遇此次损失后，船队的护航舰艇立即发动反击，在14小时内共投下107枚深水炸弹，但潜艇毫发无损。

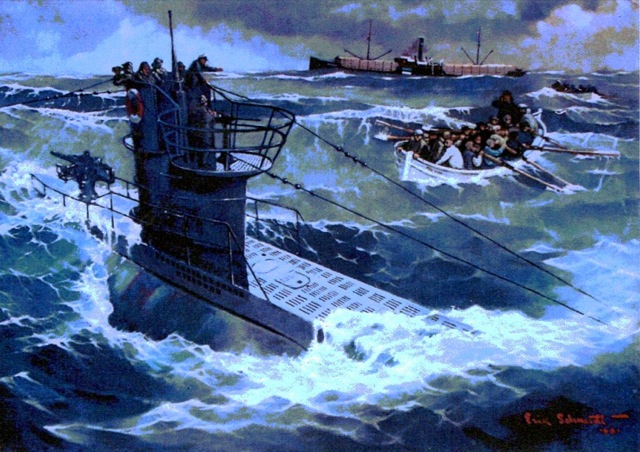
描绘了1940年7月12日，梅丽莎尔号的救生艇接近U-99号的画作

7月12日02:06，无护航的希腊货船伊阿号（Ia）在克利尔岛西南偏西约200海里（370）处被U-99号发射的一枚鱼雷击中船舯后部。克雷奇默发现了希腊的国家标识，却仍在没有警告的情况下发动攻击，因为该船位于英国周围的封锁区。伊阿号于02:48被第二枚鱼雷击中，并在七分钟内沉没。船长和26名船员在第一次遇袭后分乘两艘救生艇弃船，并接受了德国人的问讯。当晚22:31，U-99号发现并攻击了爱沙尼亚籍货船梅丽莎尔号（Merisaar），但由于海况恶劣，它在500米外发射的艉部鱼雷未能命中。潜艇遂浮出水面，用甲板炮对着船头射击，截停了对方。在船员弃船以及船长接受询问后，德国人于23:50再发射了一枚鱼雷，同样偏出。而极端天气使得甲板炮无法继续使用，克雷奇默只得命令船员重新登船，指示其作为战利品直接驶往德占法国的波尔多。船长遵从了命令，但在途中于7月15日被一架德国飞机在科夫以南投下的炸弹击沉。
是次巡逻的最后一击于7月18日02:03完成，当时无护航的英国货船伍德伯里号（Woodbury）被U-99号发射的一枚鱼雷击中船舯后部，延至02:50在兰兹角以西约300海里（560）处沉没。经过为期二十四天、水面3,900海里（7,200）、水下159海里（294）的航行后，克雷奇默于7月21日09:08抵达德占法国的洛里昂。

### 第三次巡逻
U-99号的第三次巡逻更为成功。自7月25日20:00从洛里昂出发后，该艇前往北海海峡和爱尔兰西部的北大西洋游弋，至8月5日09:24返回。在短短的十一天时间内，它完成了水面2,000海里（3,700）、水下93海里（172）的航行，共击沉4艘、击伤3艘商船，累计总吨数达57,890吨。首个受害者是英国的万吨级货轮奥克兰之星号（Auckland Star），它于7月28日05:57在瓦伦西亚岛西北偏西约80海里（150）处被克雷奇默发射的一枚鱼雷击中船艉。此后，该船又分别于06:33和07:11遭到两枚鱼雷的“致命一击”，至07:33倾覆沉没。翌日02:15，无护航的英国货轮门齐斯氏族号（Clan Menzies）也被U-99号发射的一枚鱼雷击中船艉，一小时后在卢普角以西约150海里（280）处沉没。该船早在五小时前便被发现，但克雷奇默于02:03发射的第一枚鱼雷未能命中。
7月31日01:38，U-99号在巴拉海岛西南约40海里（74）处发射一枚鱼雷击中无护航的英国货轮牙买加进步号（Jamaica Progress）左舷船艉。后者于02:44遭遇“致命一击”而沉没。至中午13:24，OB-191号护航队阵中英国货轮泽西城号（Jersey City）又被克雷奇默发射的一枚鱼雷击中，在托里岛西北约70海里（130）处沉没。成功袭击OB-191号护航队后，其护航舰投下了20枚深水炸弹，但U-99号毫发无损。夜间，该艇再度浮出水面攻击船队，但两次被迫紧急下潜并遭到一艘飞行艇的轰炸，同样没有受损。
两天后，U-99号于8月2日02:51在伊尼什特拉哈尔岛以西约340海里（630）处向OB-191号护航队中最大的船舶发射一枚鱼雷，击中了挪威油轮斯特林达号（Strinda）左舷船舯部的9号翼舱和燃油舱。由于爆炸使发动机停止运转，该船失去了所有动力。一艘左舷救生艇被毁，船员们乘坐剩余的救生艇弃船逃生。在附近等候了四个小时后，船长和部分船员重新登上油轮，通过移动压舱物使船体稳定下来，并重新启动了发动机。其余船员稍后相继加入，救生艇于9点被吊起。03:43，OB-191号船队中的另一艘英国油轮卢塞尔纳号（Lucerna）也被克雷奇默发射的一枚鱼雷击中船舯部。它最初停了下来，后来遭到U-99号的火炮攻击，但成功逃脱。同样来自英国的油轮亚历克西娅号（Alexia）则是04:27被U-99号的鱼雷击中，并脱离了护航队，随后又遭到同一艘潜艇的炮击，但没有沉没。这三艘油轮都能够依靠自身动力共同驶回港口，并于8月4日夜间抵达苏格兰的古罗克。

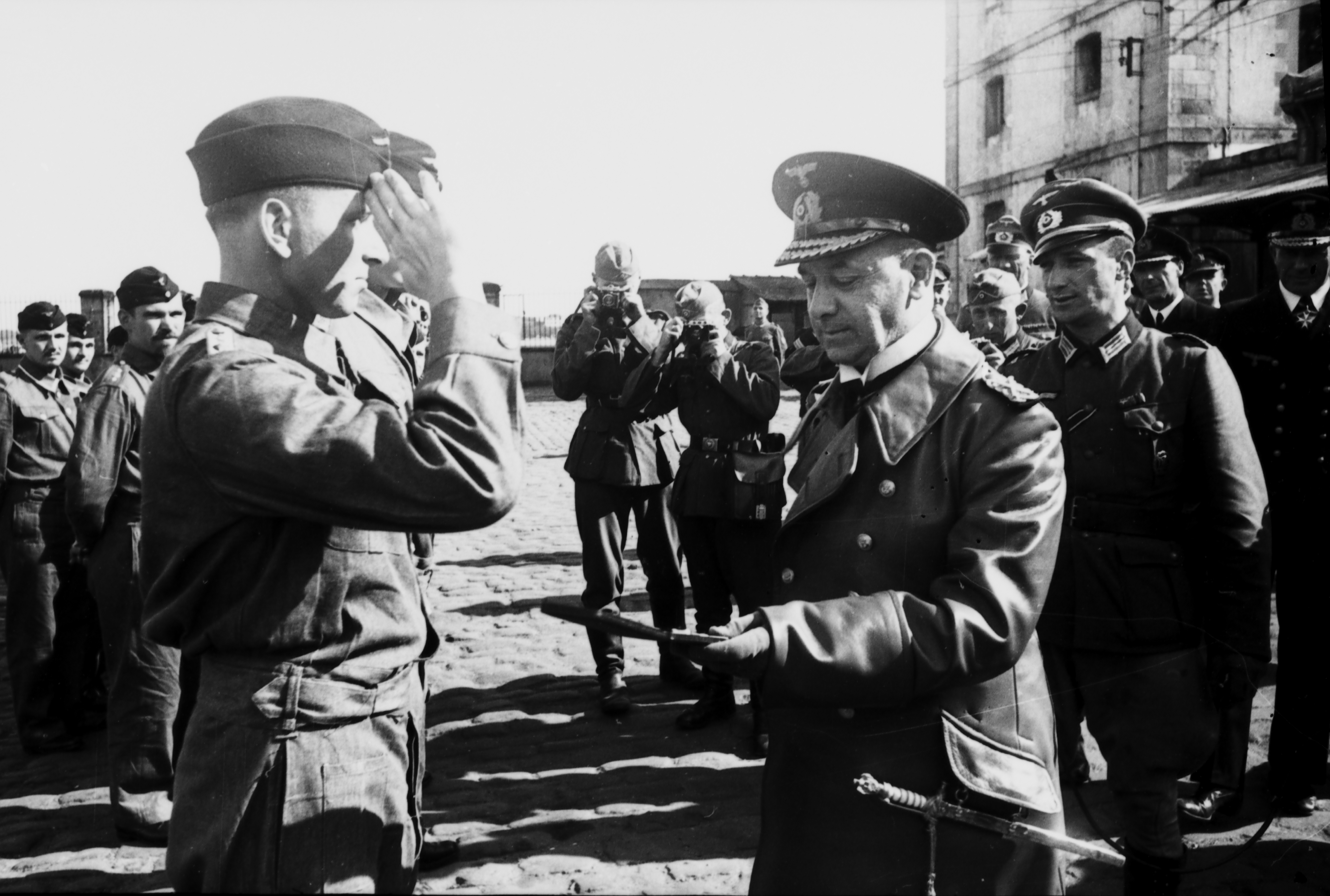
德国海军元帅雷德尔为U-99号船员授勋（1940年8月）

### 第四次巡逻
U-99号在克雷奇默的指挥下于9月4日09:00离开洛里昂执行第五次巡逻，来自意大利的潜艇指挥官、海军中校普里莫·隆戈巴尔多此番也以观察员身份跟艇学习战术。同一天，由于磁罗盘发生故障，该艇不得不返回洛里昂。经过修理并再次启航后，它前往北海海峡、爱尔兰西部的北大西洋和比斯开湾游弋。9月11日07:16，无护航的英国货船阿尔比恩尼克号（Albionic）被克雷奇默发射的一枚鱼雷击中左舷舰桥下方，二十秒内便沉没在罗科尔以南70海里处。9月15日12:16，U-99号在罗科尔西北偏西约44海里（81）处炮击了从SC-3号护航队中掉队的加拿大货船基诺多克号（Kenordoc）。由于损伤无法挽回，该船随后由英国护航驱逐舰阿玛宗号自行击沉。翌日02:41，无护航的洛托斯号（Lotos）被克雷奇默发射的一枚鱼雷击中右舷2号舱口后部，三十分钟后在罗科尔西北偏西约40海里处从船艏沉没。这艘挪威货船曾加入SC-3号护航队，但无法跟上速度，在离开悉尼后不久就与护航队失散。一天后，从HX-71号护航队中掉队的英国货船皇冠阿伦号也成为受害者，于08:32在罗科尔以北遭U-99号以鱼雷击沉。
9月20日黄昏，U-47号潜艇在西部航道发现了由43艘船舶组成、正从哈利法克斯驶向利物浦的HX-72号护航队。但由于鱼雷不足，它在向总部报告后只能实行尾随，而U艇总司令部召集附近所有可用的潜艇前往施袭。U-99号成为第一艘抵达的潜艇，并击沉3艘轮船。其中英国油轮因弗香农号（Invershannon）于21日03:12在布拉迪角以西约480海里（890）处被克雷奇默发射的鱼雷击中，至11:42再遭到“致命一击”后沉没。04:19，英国货船布莱思伍德男爵号（Baron Blythswood）成为第二艘受害者，被U-99号发射的一枚鱼雷击中船舯部，并于四十秒内沉没在冰岛南部海域。另一艘英国货船埃姆班克号（Elmbank）则是04:47被克雷奇默的一枚鱼雷击中，落在了护航船队后方。大约06:00左右，潜艇开始炮击该船，共发射了88发炮弹，其中许多取得命中。至15:00后，U-47号也协助炮击已被遗弃的埃姆班克号，并将其点燃。最终，U-99号完成致命一击，使该船在冰岛南部沉没。经过为期二十二天、水面3,600海里（6,700）、水下137海里（254）的航行后，克雷奇默于9月25日10:09返抵洛里昂。

### 第五次巡逻
第五次巡逻仅维持了十天：克雷奇默率U-99号于10月13日14:00从洛里昂出发，前往北大西洋和北海海峡游弋，至10月22日10:52返回。在这次水面2,100海里（3,900）、水下46海里（85）的航行期间，该艇参与了对SC-7号护航队的攻击，并取得击沉6艘、击伤1艘、累计总吨数达30,502吨的战绩。首当其冲的是英国货轮帝国米尼弗号，它于10月18日22:06在巴拉海岛以西约100海里（190）处被U-99号以鱼雷击沉。随后，希腊货船尼里托斯号（Niritos）于23:30以同样的方式遭击中并沉没。而位处罗科尔以东海域的英国货船菲斯库斯号则是23:55被克雷奇默发射的鱼雷击沉。
进入19日后，U-99号先是于01:38在罗科尔以东约100海里处发射鱼雷击沉了英国货轮帝国军旅号，继而于01:55发射鱼雷命中希腊货轮塔利亚号（Thalia）的船艏，使之在四十秒内沉没。随后，护航队中的挪威货船斯奈菲尔德号派出三艘救生艇搜寻塔利亚号上的幸存者。他们于03:02找到了四名幸存者，正准备把两艘救生艇吊回船上时，斯奈菲尔德号的右舷2号舱口被U-99号发射的鱼雷击中，而该艇早前曾于02:40和02:55发射过两枚鱼雷，但均未能取得命中。两艘救生艇都被摧毁，但仍有一艘机动救生艇留在水面上，救起了船上的人员，其余船员则搭乘小艇弃船逃生。一小时后，斯奈菲尔德号断成两截并沉没。03:58，英国货船七筋菇号（Clintonia）也在圣基尔达群岛以西约200海里处被克雷奇默发射的最后一枚鱼雷击中。该船最初仍可维持漂浮，直至05:04被另一艘潜艇U-123号以火炮击沉。

### 第六次巡逻

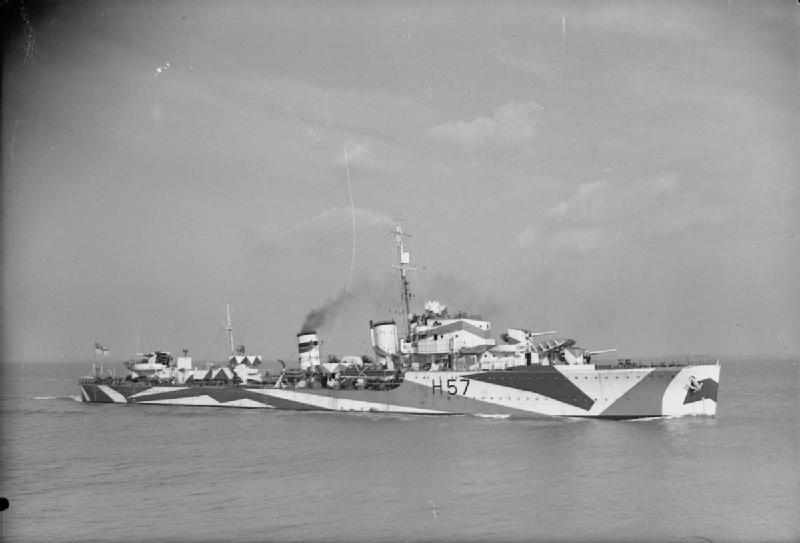
英国驱逐舰赫斯珀洛斯号驱逐舰救起了劳伦蒂克号 (1927年)的367名幸存者

10月30日17:00，U-99号离开洛里昂执行第六次巡逻，前往北海海峡和爱尔兰西部的北大西洋游弋。四天后，无护航的英国货船卡萨纳雷号（Casanare）于11月3日21:40被克雷奇默发射的一枚鱼雷击中，随后在布拉迪角西南偏西约240海里（440）处沉没。遇难前，它已将求救信号发送至身处附近的英国武装商船巡洋舰劳伦蒂克号和帕特罗克洛斯号，后两者遂立即赶赴现场，就此展开了潜艇战历史上最为戏剧性的战斗之一。U-99号于22:50率先发难，第一枚鱼雷从1,500米开外击中劳伦蒂克号的轮机舱。23:28，第二枚鱼雷击中该舰，但并未引爆；第三枚鱼雷则于23:37从250米的距离射入由第一枚鱼雷炸开的孔洞，此时舰上瞭望员发现了水面上的潜艇，克雷奇默将很难躲避火炮攻击。与此同时，帕特罗克洛斯号开始营救幸存者，而不是参与对抗潜艇的战斗，它的瞭望员也没有发现相距仅300米的U-99号。第一枚鱼雷于4日00:02击中该舰，第二枚与第三枚又接连于00:22和00:44命中。十四分钟后，克雷奇默用甲板炮开火，四发炮弹中取得了两发命中，继而再次进行规避对方炮火的机动，并于01:18分用第四枚鱼雷击中帕特罗克洛斯号。此后，U-99号对卡萨纳雷号展开搜寻，让船员有时间重新装填鱼雷发射管，但只在货船原处发现了两艘救生艇，通过询问幸存者，得知船已经沉没。
02:39，一架桑德兰水上飞机突然出现在潜艇上空，迫使后者紧急下潜，但没有投下炸弹。至04:04，U-99号在完成重新装填鱼雷后浮出水面，以高速返回武装商船巡洋舰，并于04:53从250米外向劳伦蒂克号发射了“致命一击”。鱼雷击中舰艉并引燃贮存在那里的深水炸弹，导致该舰在数分钟内沉没，造成2名军官和47名水兵丧生。大约在同一时间，克雷奇默观察到一艘驱逐舰接近，因此必须在短时间内击沉帕特罗克洛斯号。05:16发射的第五枚鱼雷没有造成显著效果，但05:25发射的第六枚鱼雷将舰只炸成两半，舰艉倾覆、舰艏缓慢下沉。其舰长、6名军官和49名水兵遇难。此后，U-99号一度遭到赫斯珀洛斯号的攻击，但这艘刚抵达的英国驱逐舰很快作罢，而是对劳伦蒂克号的幸存者实施救援。克雷奇默得以全身而退。 11月5日02:55，HX-83护航队中的英国油轮苏格兰少女号（Scottish Maiden）在布拉迪角西偏南约225海里（417）处被U-99号以鱼雷击沉。克雷奇默是在3,600米的距离向三艘航向重叠的船只发射了艇上仅存的最后一枚鱼雷，并观察到一艘油轮的船艉被击中。由于鱼雷耗尽，U-99号结束了这次为期十天、水面1,900海里（3,500）、水下102海里（189）的航行，于11月8日12:30返抵洛里昂。

### 第七次巡逻
U-99号的第七次巡逻在克雷奇默的指挥下于11月27日16:00从洛里昂出发，至12月12日11:42返回。在爱尔兰西部的北大西洋为期十五天的行动中，该艇完成了水面2,700海里（5,000）、水下64海里（119）的航行，共击沉累计总吨数为34,291吨的4艘舰船。12月2日05:46，刚从HX-90号护航队脱离的英国武装商船巡洋舰福弗尔号准备转往OB-251号护航队，在爱尔兰本岛以西约500海里（930）处被克雷奇默发射的一枚鱼雷击中。继06:39、06:43、06:50和06:57又相继遭四枚鱼雷击中后，该舰最终于06:57沉没。而OB-251号护航队内的挪威货船萨姆南厄尔号（Samnanger）则是自11月29日掉队后失踪，至12月2日下午被U-99号在爱尔兰西部发现及确认，但由于潜望镜失灵，潜艇先行实施尾随，到夜间再发动攻击。20:50，一枚鱼雷击中船舯部，导致萨姆南厄尔号向右舷倾侧。船员们搭乘救生艇弃船后，克雷奇默开始用甲板炮向船的右舷发射27发高爆弹和25发燃烧弹，造成船体起火。该船延至数小时后倾覆沉没。同一天的05:25，友艇U-47号在布拉迪角以西约370海里（690）处发射鱼雷击中HX-90号护航队中的英国油轮海螺号（Conch），使之掉队。在09:05到09:32之间，U-95号又向海螺号发射四枚鱼雷，两次击中船艏却收效甚微，惟命中轮机舱后迫使该船停止，但随后遭到一艘驱逐舰的攻击和驱离。这艘废弃的油轮最终于12月3日10:58由U-99号以一枚鱼雷击沉。12月7日22:39，克雷奇默在波涛汹涌的海面上向从OB-252号护航队掉队的荷兰货轮法姆瑟姆号（Farmsum）发射了一枚鱼雷。鱼雷从水面上掠过，击中了艉部水线上方的船体，把艉部炮炸出了船外。第二枚鱼雷从U-99号的艇艏射出，同样击中对方船艉。下一枚鱼雷则命中船舯部，导致法姆瑟姆号在三分钟内沉没。

### 第八次巡逻
1941年2月22日，U-99号离开洛里昂执行第八次巡逻，前往爱尔兰南部和东南部的北大西洋游弋，从此再未归航。3月7日05:05，当时全球最大的捕鲸母船、隶属OB-293号护航队的泰耶·维肯号（Terje Viken）先是在冰岛东南部被U-47号发射的两枚鱼雷击中，后者随即失踪。05:50，U-70号发射的三枚鱼雷未击中该船，但与此同时，U-99号发射了一枚鱼雷击中左舷，船员弃船逃生。此后，泰耶·维肯号的部分船员重新登船，试图稳住船体，但它仍于18:55倾覆，成为二战中遭U艇击沉的第四大船舶。。当天06:40，克雷奇默再用鱼雷命中早前已被U-70号击伤、同样隶属OB-293号护航队的英国油轮艾瑟比奇号（Athelbeach），船员弃船。自07:15起，U-99号开始炮击油轮，并在十五分钟后将其击沉。

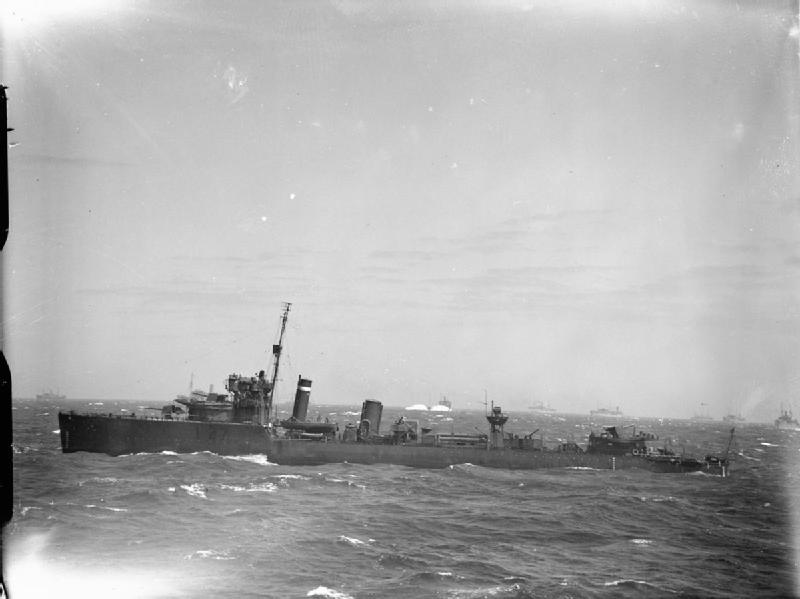
在恶劣海况中航行的英国驱逐舰步行者号

九天后，U-99号对从哈利法克斯驶向利物浦的HX-112号护航队发动攻击，并以一己之力击沉5艘、击伤1艘舰船。HX-112号由英国皇家海军第5护航集群负责护送，该集群由两艘驱逐舰步行者号和范诺克号以及两艘护卫舰组成，受步行者号舰长、海军上校唐纳德·麦金太尔指挥。鉴于护航队内的许多船只都是向英国运送燃油的油轮，第5护航集群此番又增加了两艘驱逐舰来驰援，并在护航队进入西部航道时与之会合。16日夜间，克雷奇默在法罗群岛西南偏西海域设法从北面即左舷突破护航队，在不到一小时内相继以鱼雷击沉了油轮费尔姆号（Ferm）、贝都因号（Beduin）、威尼西亚号（Venetia）和货轮J·B·怀特号（J.B. White），并击伤了另一艘油轮弗朗什-孔泰号（Franche-Comté）。他继续留在护航队的中央纵列内，15分钟后又击沉了另一艘瑞典货轮科斯哈姆号（Korshamn），然后才逃离现场。
英国第5护航集群立即发动反击，并由范诺克号率先击沉了由另一德军王牌艇长约阿希姆·舍普克指挥的U-100号。步行者号舰上则无人在黑暗中发现U-99号，但当该舰在范诺克号周围徘徊时，它的监听员通过潜艇探索器（Asdic）取得了接触。麦金太尔起初并不相信这份报告——三小时内找到第3艘潜艇（护航舰群曾向U-110号投掷了24枚深水炸弹，但无果而终）的位置，这简直好得令人难以置信。然而，当监听员坚持认为这是一艘正在移动的潜艇时，麦金太尔下令发动攻击。步行者号按照报告的方位航行，并向U-99号投掷了6枚深水炸弹，而后者则在120米左右的距离处试图逃离。炸弹在潜艇的正下方引爆，造成强烈震动，并摧毁了其储气罐、储油柜和潜水舱。U-99号严重进水，失去控制，沉入210米以下的海底。克雷奇默意识到潜艇无法再留存在水下了，他将所有的潜水舱排空，U-99号被弹出水面。克雷奇默此时已无任何鱼雷储备，他希望能借助黑暗逃脱。
3月17日03:52，即步行者号投下深水炸弹九分钟后，范诺克号报告称潜艇从艇艉浮出水面。范诺克号用探照灯发现了U-99号，两艘驱逐舰都用4英寸（100）炮开火。克雷奇默下令全速前进，但柴油机和电动机都不起作用，此外转向系统也发生了故障。至此，他只得下令凿沉潜艇并离开。克雷奇默向时任U艇首长卡尔·邓尼茨发送了最后一条简短、混乱的未加密信息：“炸弹，潜艇沉没，希特勒万岁，两艘53,000总吨的驱逐舰”。然后他用信号灯向步行者号传达：“我们正在下沉”。两分钟后，步行者号和范诺克号停止了无效的炮击，并开始将幸存者带上舰。步行者号放下攀爬网救起了包括克雷奇默在内的40名U-99号船员，惟轮机长戈特弗里德·施罗德（可能不必要地）返回潜艇打开通海阀，连同另外两名船员一起葬身大海。

## 袭击历史摘要
| 日期           | 船名             | 船籍         | 吨位   | 结局 |
| -------------- | ---------------- | ------------ | ------ | ---- |
| 1940年7月5日   | 玛各号           | 加拿大       | 2,053  | 击沉 |
| 1940年7月7日   | 海上荣耀号       | 英国         | 1,964  | 击沉 |
| 1940年7月7日   | 比森号           | 瑞典         | 1,514  | 击沉 |
| 1940年7月8日   | 亨伯湾号         | 英国         | 5,758  | 击沉 |
| 1940年7月12日  | 伊阿号           | 希腊         | 4,860  | 击沉 |
| 1940年7月12日  | 梅丽莎尔号       | 爱沙尼亚     | 2,136  | 缴获 |
| 1940年7月18日  | 伍德伯里号       | 英国         | 4,434  | 击沉 |
| 1940年7月28日  | 奥克兰之星号     | 英国         | 13,212 | 击沉 |
| 1940年7月29日  | 门齐斯氏族号     | 英国         | 7,336  | 击沉 |
| 1940年7月31日  | 牙买加进步号     | 英国         | 5,475  | 击沉 |
| 1940年7月31日  | 泽西城号         | 英国         | 6,322  | 击沉 |
| 1940年8月2日   | 斯特林达号       | 挪威         | 10,973 | 击伤 |
| 1940年8月2日   | 卢塞尔纳号       | 英国         | 6,556  | 击伤 |
| 1940年8月2日   | 亚历克西娅号     | 英国         | 8,016  | 击伤 |
| 1940年9月11日  | 阿尔比恩尼克号   | 英国         | 2,468  | 击沉 |
| 1940年9月15日  | 基诺多克号       | 加拿大       | 1,780  | 击沉 |
| 1940年9月16日  | 洛托斯号         | 挪威         | 1,327  | 击沉 |
| 1940年9月17日  | 皇冠阿伦号       | 英国         | 2,372  | 击沉 |
| 1940年9月21日  | 因弗香农号       | 英国         | 9,154  | 击沉 |
| 1940年9月21日  | 布莱思伍德男爵号 | 英国         | 3,668  | 击沉 |
| 1940年9月21日  | 埃姆班克号       | 英国         | 5,156  | 击沉 |
| 1940年10月18日 | 帝国米尼弗号     | 英国         | 6,055  | 击沉 |
| 1940年10月18日 | 尼里托斯号       | 希腊         | 3,854  | 击沉 |
| 1940年10月18日 | 菲斯库斯号       | 英国         | 4,815  | 击沉 |
| 1940年10月19日 | 帝国军旅号       | 英国         | 5,154  | 击沉 |
| 1940年10月19日 | 塔利亚号         | 希腊         | 5,875  | 击沉 |
| 1940年10月19日 | 斯奈菲尔德号     | 挪威         | 1,643  | 击沉 |
| 1940年10月19日 | 七筋菇号         | 英国         | 3,106  | 击伤 |
| 1940年11月3日  | 卡萨纳雷号       | 英国         | 5,376  | 击沉 |
| 1940年11月3日  | 劳伦蒂克号       | 英國皇家海軍 | 18,724 | 击沉 |
| 1940年11月4日  | 帕特罗克洛斯号   | 英國皇家海軍 | 11,314 | 击沉 |
| 1940年11月5日  | 苏格兰少女号     | 英国         | 6,993  | 击沉 |
| 1940年12月2日  | 福弗尔号         | 英國皇家海軍 | 16,402 | 击沉 |
| 1940年12月2日  | 萨姆南厄尔号     | 挪威         | 4,276  | 击沉 |
| 1940年12月3日  | 海螺号           | 英国         | 8,376  | 击沉 |
| 1940年12月7日  | 法姆瑟姆号       | 荷蘭         | 5,237  | 击沉 |
| 1941年3月7日   | 泰耶·维肯号      | 英国         | 20,638 | 击沉 |
| 1941年3月7日   | 艾瑟比奇号       | 英国         | 6,568  | 击沉 |
| 1941年3月16日  | 贝都因号         | 挪威         | 8,136  | 击沉 |
| 1941年3月16日  | 弗朗什-孔泰号    | 英国         | 9,314  | 击伤 |
| 1941年3月16日  | J·B·怀特号       | 加拿大       | 7,375  | 击沉 |
| 1941年3月16日  | 科斯哈姆号       | 瑞典         | 6,673  | 击沉 |
| 1941年3月16日  | 威尼西亚号       | 英国         | 5,728  | 击沉 |
| 1941年3月16日  | 费尔姆号         | 挪威         | 6,593  | 击沉 |

## 脚注
1. 1 2  Helgason, Guðmundur. . U-boat Operations. Uboat.net.   [2010-03-23]. （原始内容存档于2021-05-02）.
2. 1 2  加洛普，第72頁.
3. ↑  威廉生，第10頁.
4. 1 2  Gröner 1991，第43–44頁.
5. 1 2 3 4 5  . U-Boot-Archiv.   [2024-09-01]. （原始内容存档于2025-01-22）.
6. ↑  Högel，第52頁.
7. ↑  Helgason, Guðmundur. . German U-boats of WWII - uboat.net.   [2024-09-01]. （原始内容存档于2025-01-21）.
8. 1 2  Helgason, Guðmundur. . German U-boats of WWII - uboat.net.   [2024-09-01]. （原始内容存档于2010-11-25）.
9. ↑  Helgason, Guðmundur. . German U-boats of WWII - uboat.net.   [2024-09-01].
10. 1 2 3 4  Helgason, Guðmundur. . German U-boats of WWII - uboat.net.   [2024-09-01]. （原始内容存档于2025-01-21）.
11. ↑  Helgason, Guðmundur. . German U-boats of WWII - uboat.net.   [2024-09-01]. （原始内容存档于2020-09-21）.
12. ↑  Helgason, Guðmundur. . German U-boats of WWII - uboat.net.   [2024-09-01]. （原始内容存档于2020-08-03）.
13. ↑  Helgason, Guðmundur. . German U-boats of WWII - uboat.net.   [2024-09-01]. （原始内容存档于2020-08-14）.
14. ↑  Helgason, Guðmundur. . German U-boats of WWII - uboat.net.   [2024-09-02]. （原始内容存档于2020-08-13）.
15. ↑  Helgason, Guðmundur. . German U-boats of WWII - uboat.net.   [2024-09-02]. （原始内容存档于2020-09-24）.
16. ↑  Helgason, Guðmundur. . German U-boats of WWII - uboat.net.   [2024-09-02]. （原始内容存档于2020-09-28）.
17. ↑  Helgason, Guðmundur. . German U-boats of WWII - uboat.net.   [2024-09-02]. （原始内容存档于2020-10-01）.
18. 1 2  Helgason, Guðmundur. . German U-boats of WWII - uboat.net.   [2024-09-03]. （原始内容存档于2025-01-21）.
19. ↑  Helgason, Guðmundur. . German U-boats of WWII - uboat.net.   [2024-09-02]. （原始内容存档于2020-10-25）.
20. ↑  Helgason, Guðmundur. . German U-boats of WWII - uboat.net.   [2024-09-02]. （原始内容存档于2020-08-11）.
21. ↑  Helgason, Guðmundur. . German U-boats of WWII - uboat.net.   [2024-09-03]. （原始内容存档于2020-09-28）.
22. ↑  Helgason, Guðmundur. . German U-boats of WWII - uboat.net.   [2024-09-03]. （原始内容存档于2020-09-25）.
23. 1 2  Helgason, Guðmundur. . German U-boats of WWII - uboat.net.   [2024-09-03]. （原始内容存档于2020-08-08）.
24. ↑  Helgason, Guðmundur. . German U-boats of WWII - uboat.net.   [2024-09-03]. （原始内容存档于2020-10-28）.
25. ↑  Helgason, Guðmundur. . German U-boats of WWII - uboat.net.   [2024-09-03]. （原始内容存档于2020-09-30）.
26. ↑  Helgason, Guðmundur. . German U-boats of WWII - uboat.net.   [2024-09-03]. （原始内容存档于2020-08-04）.
27. ↑  Helgason, Guðmundur. . German U-boats of WWII - uboat.net.   [2024-09-03]. （原始内容存档于2020-08-12）.
28. ↑  Helgason, Guðmundur. . German U-boats of WWII - uboat.net.   [2024-09-03]. （原始内容存档于2020-08-12）.
29. ↑  Helgason, Guðmundur. . German U-boats of WWII - uboat.net.   [2024-09-03]. （原始内容存档于2020-10-28）.
30. ↑  Helgason, Guðmundur. . German U-boats of WWII - uboat.net.   [2024-05-12]. （原始内容存档于2023-09-25）.
31. ↑  Helgason, Guðmundur. . German U-boats of WWII - uboat.net.   [2024-09-03]. （原始内容存档于2021-06-20）.
32. ↑  Helgason, Guðmundur. . German U-boats of WWII - uboat.net.   [2024-09-03]. （原始内容存档于2020-10-24）.
33. ↑  Helgason, Guðmundur. . German U-boats of WWII - uboat.net.   [2024-05-12]. （原始内容存档于2020-10-28）.
34. ↑  Helgason, Guðmundur. . German U-boats of WWII - uboat.net.   [2024-09-03]. （原始内容存档于2025-01-21）.
35. ↑  Helgason, Guðmundur. . German U-boats of WWII - uboat.net.   [2024-09-03]. （原始内容存档于2025-01-21）.
36. ↑  Helgason, Guðmundur. . German U-boats of WWII - uboat.net.   [2024-09-03]. （原始内容存档于2020-09-24）.
37. ↑  Helgason, Guðmundur. . German U-boats of WWII - uboat.net.   [2024-09-03]. （原始内容存档于2025-01-21）.
38. ↑  Helgason, Guðmundur. . German U-boats of WWII - uboat.net.   [2024-09-03]. （原始内容存档于2025-01-21）.
39. ↑  Helgason, Guðmundur. . German U-boats of WWII - uboat.net.   [2024-09-03]. （原始内容存档于2020-09-24）.
40. ↑  Helgason, Guðmundur. . German U-boats of WWII - uboat.net.   [2024-09-03]. （原始内容存档于2020-09-24）.
41. ↑  Helgason, Guðmundur. . German U-boats of WWII - uboat.net.   [2024-09-03]. （原始内容存档于2020-09-24）.
42. ↑  Helgason, Guðmundur. . German U-boats of WWII - uboat.net.   [2024-09-03]. （原始内容存档于2021-05-13）.
43. ↑  Helgason, Guðmundur. . German U-boats of WWII - uboat.net.   [2024-09-04]. （原始内容存档于2020-08-11）.
44. ↑  Helgason, Guðmundur. . German U-boats of WWII - uboat.net.   [2024-09-04]. （原始内容存档于2025-01-21）.
45. 1 2  Helgason, Guðmundur. . German U-boats of WWII - uboat.net.   [2024-09-04]. （原始内容存档于2020-08-04）.
46. 1 2  Helgason, Guðmundur. . German U-boats of WWII - uboat.net.   [2024-09-04]. （原始内容存档于2021-05-05）.
47. ↑  Helgason, Guðmundur. . German U-boats of WWII - uboat.net.   [2024-09-04]. （原始内容存档于2020-10-28）.
48. ↑  Helgason, Guðmundur. . German U-boats of WWII - uboat.net.   [2024-09-04]. （原始内容存档于2021-05-06）.
49. ↑  Helgason, Guðmundur. . German U-boats of WWII - uboat.net.   [2024-09-04]. （原始内容存档于2020-09-21）.
50. ↑  Helgason, Guðmundur. . German U-boats of WWII - uboat.net.   [2024-05-12]. （原始内容存档于2020-10-28）.
51. ↑  Helgason, Guðmundur. . German U-boats of WWII - uboat.net.   [2024-09-04]. （原始内容存档于2020-10-30）.
52. ↑  Helgason, Guðmundur. . German U-boats of WWII - uboat.net.   [2023-11-23]. （原始内容存档于2020-05-29）.
53. ↑  Helgason, Guðmundur. . German U-boats of WWII - uboat.net.   [2024-05-12]. （原始内容存档于2020-08-14）.
54. ↑  Helgason, Guðmundur. . German U-boats of WWII - uboat.net.   [2024-09-04]. （原始内容存档于2020-10-19）.
55. ↑  Helgason, Guðmundur. . German U-boats of WWII - uboat.net.   [2024-09-04]. （原始内容存档于2021-04-12）.
56. ↑  Blair 2000，第255–258頁.
57. ↑  Helgason, Guðmundur. . German U-boats of WWII - uboat.net.   [2024-09-04]. （原始内容存档于2020-12-03）.
58. ↑  Helgason, Guðmundur. . German U-boats of WWII - uboat.net.   [2024-09-04]. （原始内容存档于2020-12-03）.
59. ↑  Helgason, Guðmundur. . German U-boats of WWII - uboat.net.   [2024-09-04]. （原始内容存档于2021-01-23）.
60. ↑  Helgason, Guðmundur. . German U-boats of WWII - uboat.net.   [2024-09-04]. （原始内容存档于2021-04-21）.
61. ↑  Helgason, Guðmundur. . German U-boats of WWII - uboat.net.   [2024-09-04]. （原始内容存档于2021-01-19）.
62. ↑  Helgason, Guðmundur. . German U-boats of WWII - uboat.net.   [2024-09-04]. （原始内容存档于2021-04-21）.
63. 1 2  Blair 1998，第313頁.
64. ↑  White，第81頁.
65. ↑  . Naval Intelligence Division, Admiralty. April 1941: 7  [2024-09-04]. （原始内容存档于2018-02-07）.